# پل گیشه دمرده
پل گیشه دمرده مربوط به دوره قاجار است و در شهرستان رشت، بخش کوچصفهان، دهستان بلسبنه، روستایی جیرسرا روی رودخانه گیشه دمرده واقع شده که همانند نامش عروسی باستانی از دوران قاجار می‌باشد و این اثر در تاریخ ۱۴ مرداد ۱۳۸۲ با شمارهٔ ثبت ۹۳۸۱ به‌عنوان یکی از آثار ملی ایران به ثبت رسیده است.
در برنامه رادیویی گلچین هفته قسمت هفدهم پیش از پخش ترانه‌ای از کاسعلی اکبرپور به نام گیشه دمرده، مجری برنامه توضیح میدهد که گِیشه دَمَرده در گیلکی عروسی که در آب مُرده معنی می‌دهد. روایت است عروسی را سوار بر اسب به آیین محلی به خانهٔ داماد می‌بردند، وقتی از رودخانه می‌گذشتند، پل ریزش کرده عروس به آب افتاد و غرق شد. ازین رو اسم این رودخانه را گیشه دمرده گذاشتند.